# Ophidiasteridae
Ophidiasteridae är en familj av sjöstjärnor. Ophidiasteridae ingår i ordningen Valvatida, klassen sjöstjärnor, fylumet tagghudingar och riket djur. Enligt Catalogue of Life omfattar familjen Ophidiasteridae 135 arter. 

## Dottertaxa till Ophidiasteridae, i alfabetisk ordning[1]
- Acalia
- Andora
- Austrofromia
- Bunaster
- Celerina
- Certonardoa
- Cistina
- Copidaster
- Dactylosaster
- Devania
- Dissogenes
- Drachmaster
- Ferdina
- Fromia
- Gomophia
- Hacelia
- Heteronardoa
- Leiaster
- Linckia
- Narcissia
- Nardoa
- Neoferdina
- Oneria
- Ophidiaster
- Paraferdina
- Pharia
- Phataria
- Plenardoa
- Pseudophidiaster
- Sinoferdina
- Tamaria